# 達拉赫·勒尼漢
達拉赫·勒尼漢（英語：Darragh Lenihan；1994年3月16日—）是一位愛爾蘭足球運動員。在場上的位置是中場。他現在效力於英格蘭足球冠軍聯賽球隊米德尔斯堡。

## 國家隊生涯
勒尼漢曾代表愛爾蘭U21國家隊參賽。
2018年6月2日，在都柏林2-1战胜美国队的比赛中，勒尼漢首次代表爱尔兰成年队出战。